# Summit Trench Cemetery
Le Summit Trench Cemetery  est un cimetière militaire de la Première Guerre mondiale, situé sur le territoire de la commune de Croisilles , dans le département du Pas-de-Calais, à l'est d'Arras.

Deux autres cimetières militaires britanniques sont implantés sur le territoire de la commune : Croisilles Railway Cemetery et Croisilles British Cemetery.

## Localisation
Ce cimetière est situé au nord du village en bordure de l'autoroute A1. Après avoir emprunté la D 5 en direction d'Hénin-sur-Cojeul, il faut utiliser un chemin qui longe l'autoroute A 1 sur 700 m.

## Histoire

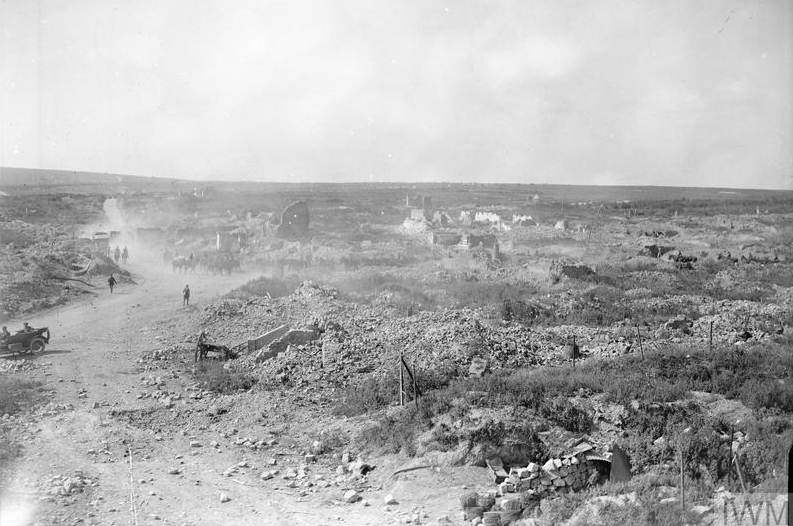
La photo de l'armée britannique montre que le village est complètement détruit en 1918.

Aux mains des Allemands dès fin août 1914, le village restera loin des combats jusqu'en mars 1917, date à laquelle les Allemands  évacueront tous les habitants et détruiront complètement les habitations pour transformer la zone en un no man's land à la suite de leur retrait sur la ligne Hindenburg.
La tranchée « Summit Trench » (Tranchée du sommet) faisait partie de la ligne Hindenburg, sur une petite colline entre Croisilles et Hénin. Ce cimetière se trouve à 90 mètres à l'ouest de l'emplacement de la tranchée et a été réalisé fin août 1918 par la 56e London Division. Les 74 soldats inhumés dans ce cimetière qui faisaient partie du Royal Fusiliers sont tombés les 26 et 27 août 1918, lors du percement de la ligne Hindenburg.

## Caractéristiques
Ce cimetière a un plan rectangulaire de 25 m sur 15 et est entouré d'un muret de silex

## Galerie

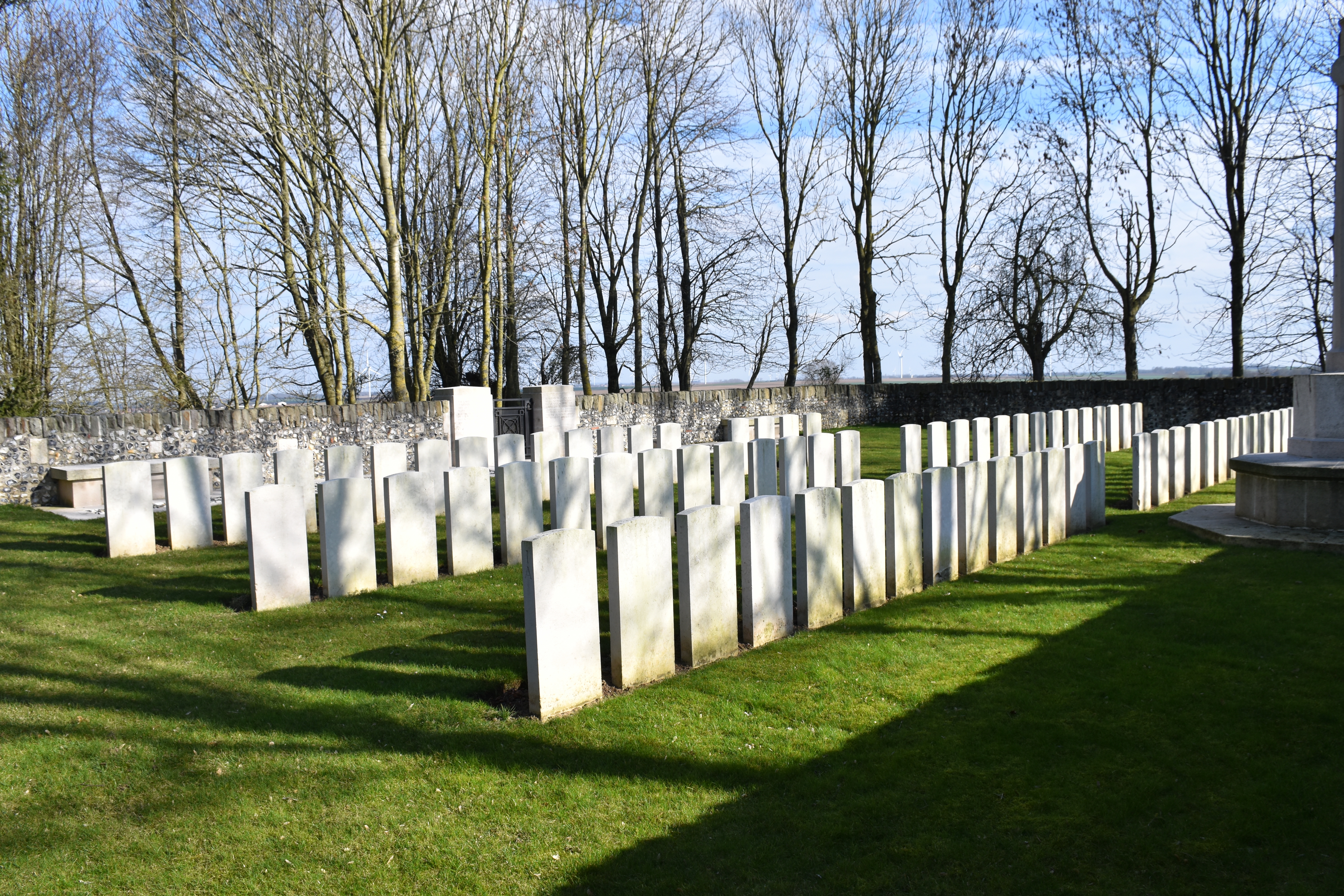
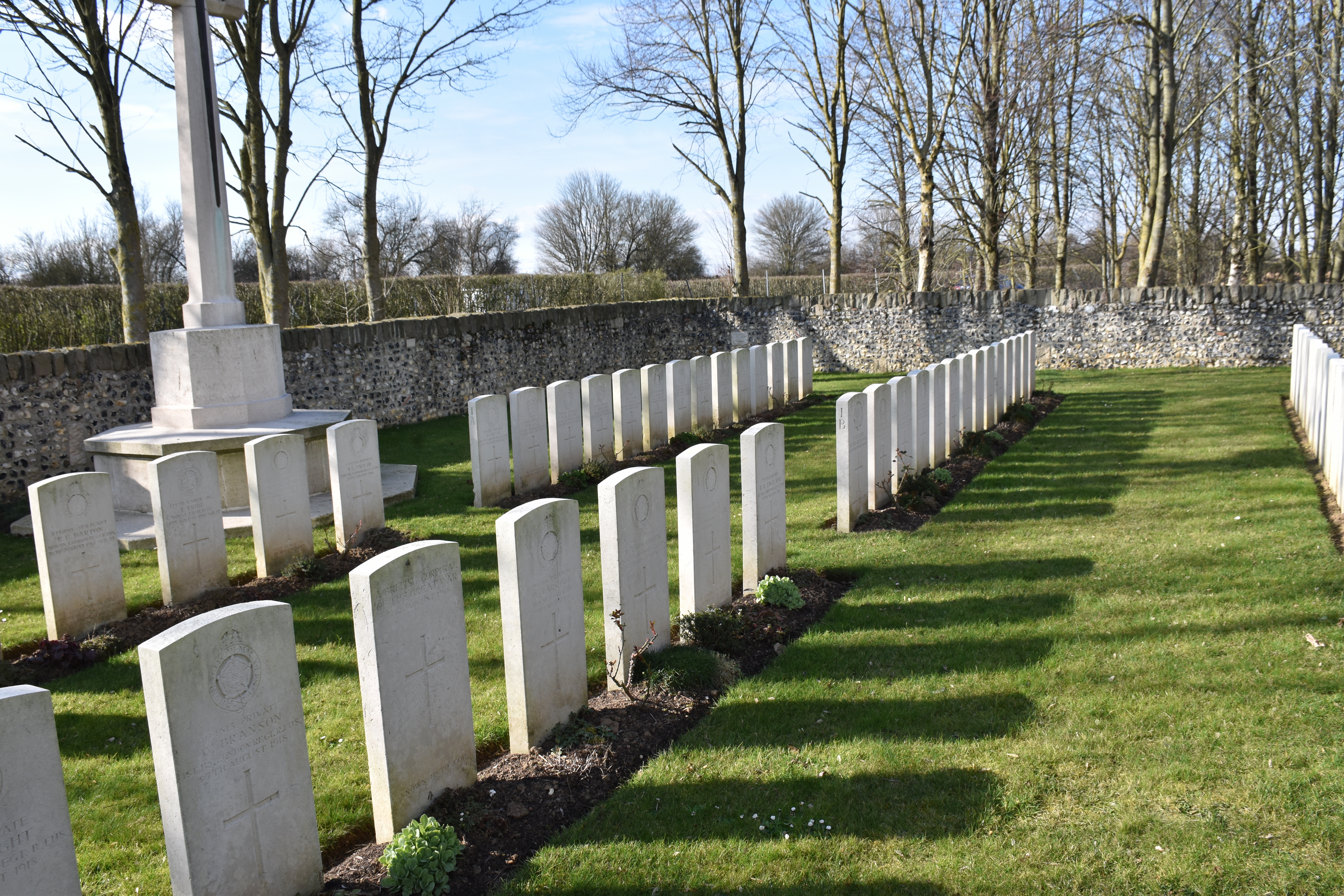
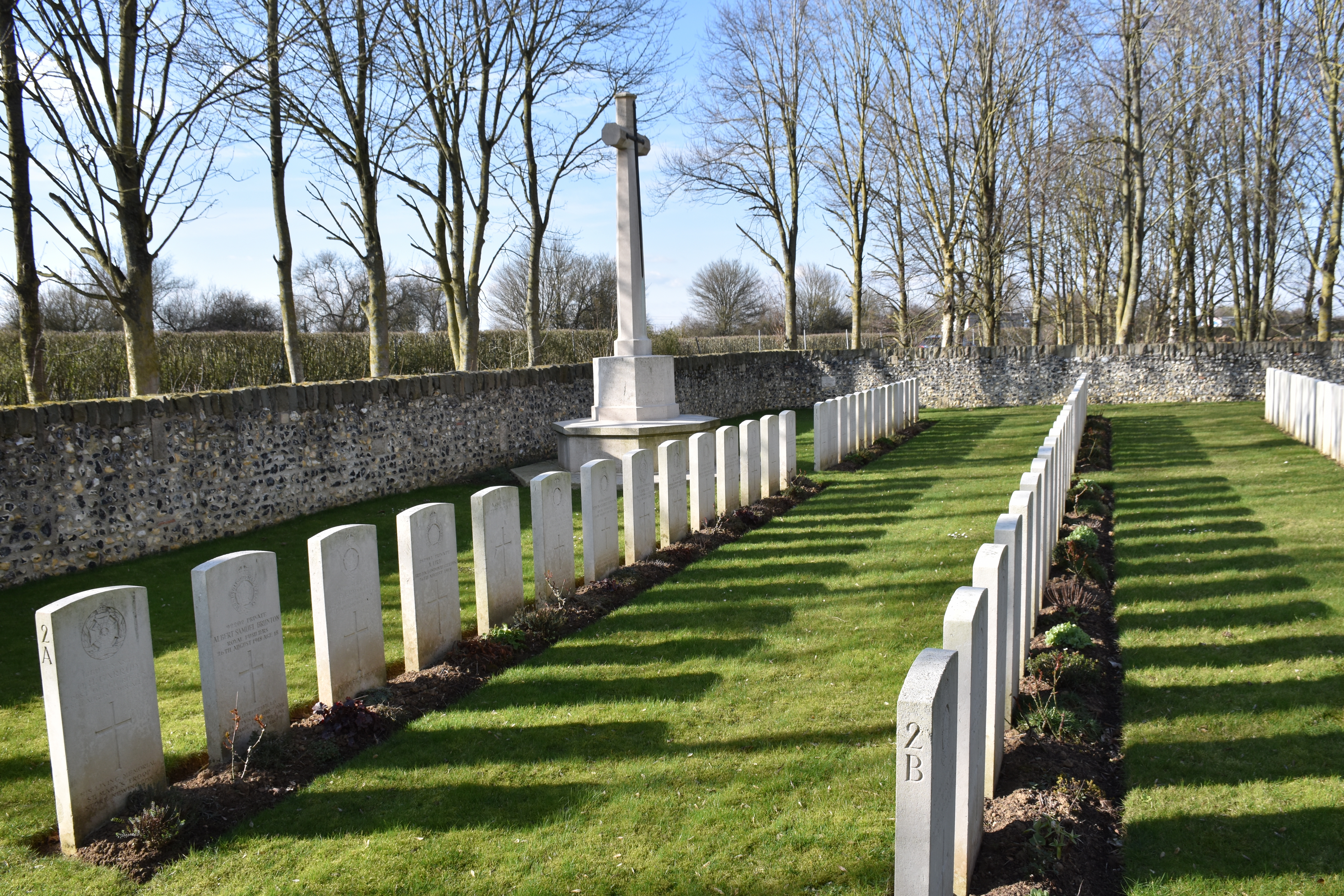
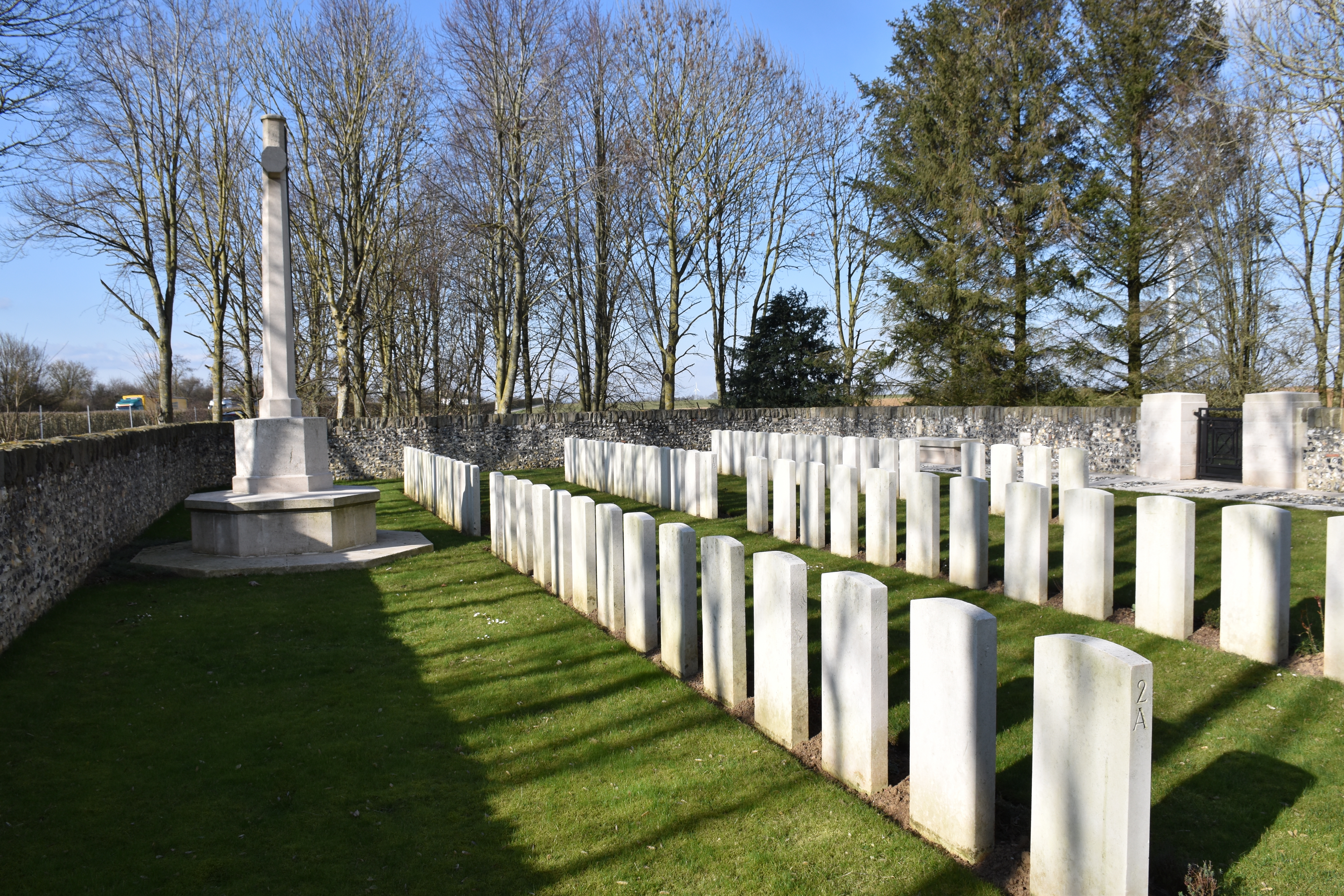
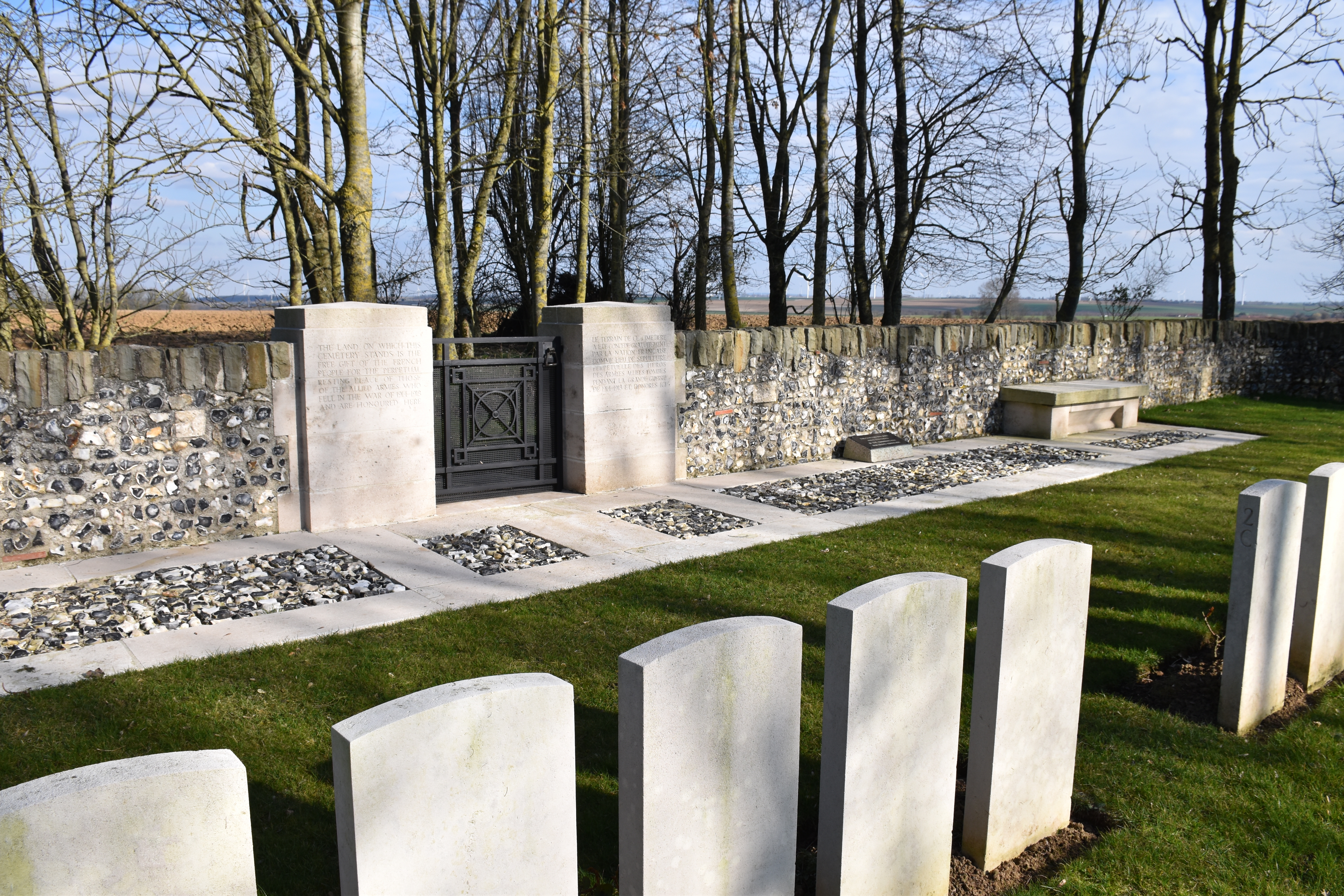
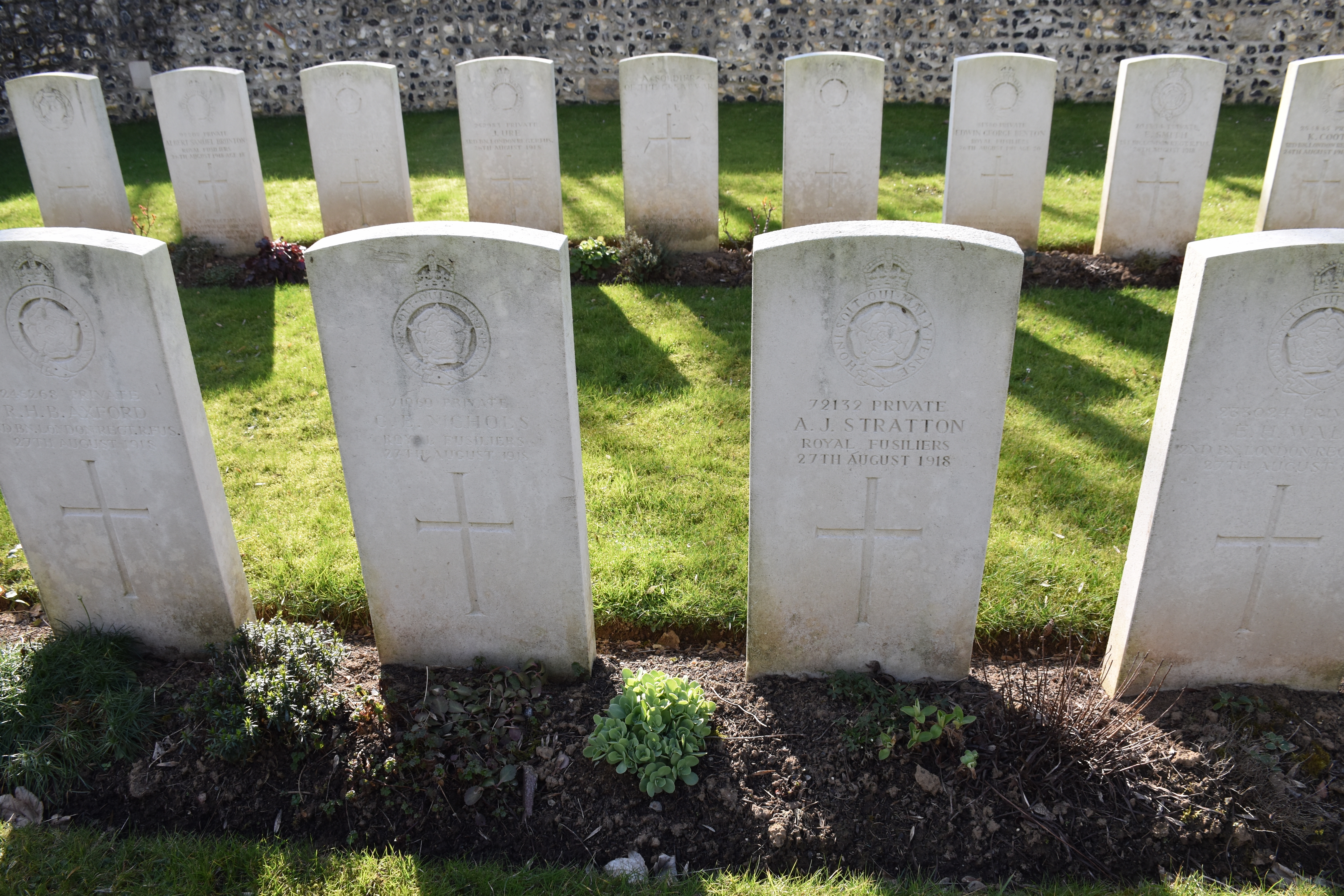

## Sépultures
| Pays        | Sépultures |
| ----------- | ---------- |
| Royaume-Uni | 74         |

## Pour approfondir